# Paracuellos de Jiloca
Paracuellos de Jiloca és un municipi d'Aragó situat a la província de Saragossa i enquadrat a la comarca de la Comunitat de Calataiud, al costat del riu Jiloca; i que compta amb un balneari.